# Gesonia
Gesonia é um gênero de traça pertencente à família Arctiidae.